# Stomatotachina porteri
Stomatotachina porteri är en tvåvingeart som först beskrevs av Brethes 1920.  Stomatotachina porteri ingår i släktet Stomatotachina och familjen parasitflugor. Inga underarter finns listade i Catalogue of Life.